# Huércemes
Huércemes es un despoblado perteneciente al municipio español de Paracuellos, en la provincia de Cuenca.

## Historia
El despoblado se encuentra en el término municipal conquense de Paracuellos, en la comunidad autónoma de Castilla-La Mancha, si bien a mediados del siglo XIX la localidad estaba agregada al ayuntamiento de Campillo de Altobuey. Hacia 1847 su población ascendía a 58 habitantes. Huércemes aparece descrita en el noveno volumen del Diccionario geográfico-estadístico-histórico de España y sus posesiones de Ultramar de Pascual Madoz de la siguiente manera:

HUERCEMES: v. agregada al ayunt. del Campillo de Altobuey, prov. y dióc. de Cuenca (9 leg.), part. jud. de la Motilla del Palancar (4), aud. terr. de Albacete (14), c. g. de Castilla la Nueva (Madrid 34): sit. á la falda de un cerro y próximo al r. Guazaon, con libre ventilacion y clima frio, padeciéndose algunas tercianas. Tiene 7 casas de pobre construccion, una ermita aneja de la igl. de Paracuellos, de donde viene un capellan á decir misa los dias de fiesta. Confina su térm. por N. Cardenete; E. Paracuellos; S. Casa de Don Diego, y O. Enguidanos: su terreno escabroso y la parte labrantia poco productiva, casi todo está poblado de pinos y otros arbustos, con una hermosa alameda entre el citado r. y el pueblo, bien poblada de olmos negros. Los caminos son de herradura y muy malos. prod.: trigo, centeno y legumbres: se cria mucha caza de ciervos, venados, tasones, conejos, liebres, perdices y animales dañinos, lobos, zorras y gatos monteses. pobl.: 7 vec., 28 alm. cap. prod.: 186,940 rs. imp.: 9,347. contr.: con su ayunt. (V.).
(Madoz, 1847, pp. 292-293)

La aldea quedó despoblada.